# José del Castillo
José del Castillo (Madrid, 14 oktober 1737 — aldaar, 5 oktober 1793) was een Spaanse schilder uit het neoclassicisme en de vroege romantiek.
Castillo toonde al vroeg een talent voor tekenen en schilderen en werd onder leiding van de schilder José Romeo opgeleid. In 1751 ontving hij van zijn mecenas, Carvajal y Lancaster, een beurs om in Rome te gaan studeren onder de schilder Corrado Giaquinto. Samen met zijn leermeester keerde Castillo in 1753 terug naar Madrid waar hij samen met hem bleef werken tot 1757, toen hij wederom met een beurs naar Rome vertrok. Dit keer ging hij werken onder Francisco Preciado de la Vega. Hij verbleef in Italië tot 1765.
Castillo had een voor de romantiek kenmerkende "zoete" schilderstijl die bewonderaars kende aan het Spaanse hof. Om zijn roem te vergroten, deed hij een aantal malen mee aan schilderwedstrijden aan de enkele jaren eerder opgerichte Real Academia de San Fernando. Hij leverde veelal Bijbelse voorstellingen aan zoals het schilderij Lot en zijn dochters uit 1754.
- Biblioteca Nacional de España: XX883035
- Bibliothèque nationale de France: cb140655476 (data)
- Catàleg d'autoritats de noms i títols de Catalunya: 981058517046606706
- Gemeinsame Normdatei: 122254015
- International Standard Name Identifier: 0000 0000 6639 1586
- Library of Congress Control Number: no2013031342
- Nederlandse Thesaurus van Auteursnamen: 118652885
- RKD-Nederlands Instituut voor Kunstgeschiedenis: 15883
- SNAC: w68q04kt
- Système universitaire de documentation: 133760928
- Union List of Artist Names: 500027037
- Virtual International Authority File: 42045547
- WorldCat: E39PBJy4hwRpcRFtKcP8jrWxDq